# Ottó leuveni gróf
Ottó (? – 1038/1040) középkori nemesúr, a németalföldi Leuveni Grófság uralkodója 1038 és 1040 között.
Apja I. Henrik leuveni gróf, anyja neve nem ismert. Apját feltehetően egy Leuven várában fogva tartott lovag ölte meg 1038-ban. Halála után rövid időre Ottó örökölte a grófi címet, de valamikor 1038 és 1040 között nagybátyja, I. Henrik öccse, II. Lambert kisemmizte.

## Családja
Nem ismert.

## Fordítás
- Ez a szócikk részben vagy egészben  az   Otto, Count of Leuven című angol Wikipédia-szócikk fordításán alapul.  Az eredeti cikk szerkesztőit annak laptörténete sorolja fel. Ez a jelzés csupán a megfogalmazás eredetét és a szerzői jogokat jelzi, nem szolgál a cikkben szereplő információk forrásmegjelöléseként.